# Simon Johns
Simon Johns es el bajista del grupo de post-rock inglés Stereolab. Ha sido parte del grupo desde el año 1999. También fundó ese mismo año el grupo Imitation Electric Piano junto al guitarrista Andrew Blake (también miembro de Felt). Este grupo editó lanzamientos con el sello discográfico de Stereolab, Duophonic, y contó con la presencia de Joseph Watson y Dominic Jeffrey (ambos integrantes actuales de Stereolab).
Johns ha colaborado con el grupo Oddfellows Casino en uno de sus álbumes.